# Clania macgregori
Clania macgregori är en skalbaggsart som beskrevs av Dombrow 1997. Clania macgregori ingår i släktet Clania och familjen Melolonthidae. Inga underarter finns listade i Catalogue of Life.